# Hyundai Sonata
El Hyundai Sonata es un automóvil de turismo  del segmento D producido por el fabricante surcoreano Hyundai Motor Company desde el año 1985. Es un sedán de cuatro puertas con motor delantero y tracción delantera, disponible con una caja de cambios manual de cinco marchas y una automática de cuatro marchas. Algunos de sus rivales son los Daewoo Magnus, Kia Credos y Kia Magentis, Honda Accord, Nissan Titan y Toyota Camry.

## Primera generación (1985-1988)
La primera generación Sonata fue introducida para competir con el Daewoo Royale serie y fue construido utilizando componentes principales del Hyundai Stellar . Se incluye control de crucero, asientos eléctricos, limpia faros, frenos de potencia, espejos laterales eléctricos ajustables operados y cromo pegatina de piezas especiales. El Hyundai Sonata estaba disponible con dos opciones de acabado en Corea: el lujo y Super (este último solo disponible con un motor de 2.0 litros). En el mercado doméstico Hyundai vendió el Sonata como un coche ejecutivo utilizando frases como "coches de lujo para VIP", sin embargo, como el Sonata se basó en el Stellar sin ningún rediseño fue visto por el público como una versión de lujo diferente del Stellar. 
En 1987, Hyundai ha añadido dos esquemas de color de tono y una opción de ordenador de a bordo, pero las ventas del coche pronto bajaron y se suspendió en diciembre de ese año. El Sonata fue vendido solamente en algunos mercados, como en Corea y para los mercados de exportación, tales como Canadá y Nueva Zelanda. El vehículo se dio a conocer en Corea del Sur el 4 de noviembre de 1985 que no cumplía con las normas de emisión de los Estados Unidos y por lo tanto no estaba disponible en ese mercado.
Se vendió en Nueva Zelanda (con volante a la derecha) con el motor de 1.6 litros Mitsubishi con la caja de cambios manual de cinco velocidades; una transmisión automática era un extra opcional. El importador original era una unidad de la Giltrap Motor Group con sede en Auckland.
Hubo una versión del Hyundai Stellar conocido como el Stellar 88 puesto en marcha para celebrar los Juegos Olímpicos de 1988 en Seúl. Después del año 1988 Hyundai suspendió la serie Stellar y lo cambió a la serie Sonata.

## Segunda generación (1988-1993)
La segunda generación del Sonata (Y2) fue diseñada por el italiano Giorgetto Giugiaro para reemplazar al Hyundai Stellar y expandir la presencia de Hyundai en América del Norte y Europa. Se fabricó en Bromton, Canadá, y en Asan, Corea del Sur. El Sonata Y1 recibió una reestilización profunda en 1992, lo que en algunos mercados se publicitó como una generación nueva.
Parte de los componentes provenían de Mitsubishi, como los motores gasolina: un cuatro cilindros en línea de 2.0 litros y 112 CV, un cuatro cilindros en línea de 2.4 litros y 133 CV, y un V6 de 3.0 litros.

## Tercera generación (1993-1998)
La Tercera generación del Sonata (Y2) se puso a la venta en 1994 con un diseño totalmente distinto. Todas las unidades se fabricaron en Asan, con una gama de motores actualizada: un 2.0 litros potenciado a 128 CV (139 CV luego de la reestilización de 1997), y un 3.0 litros de 144 CV.
El motor de base en la mayoría de los mercados era un 2.0 L de 77 kW (105 PS; 103 HP) tipo Sirius I4, pero también había como opción en algunos mercados, un 3.0 litros V6, de 107 kW de potencia máxima (145 PS; 143 HP).

### Tercera generación (1996-1998) (Fase II)
En 1996, se lanzó la Tercera generación del Hyundai Sonata con otro chasis monocasco. Este modelo es un "facelift" del modelo anterior, lo cual tiene modificaciones en la parte delantera y trasera, particularmente en el diseño de las luces, parrilla delantera y parachoques. Posee un motor de cuatro cilindros de 92 kW de potencia (125 PS; 123 HP).
Este modelo del Sonata es el último producido en Ulsan.

## Cuarta generación (1998-2004)
En 1998, se lanza la cuarta generación del Hyundai Sonata (EF).
Los motores eran un 2.0 litros con una potencia máxima de 136 HP, un 2.4 litros con una potencia de 138 HP (103 kW) y un 2.5 litros con una potencia máxima de 168 HP (121 kW).
El Kia Optima (Kia Magentis llamado fuera de los Estados Unidos) se basa en la misma plataforma de automóviles de esta generación del Sonata y compartían las mismas puertas y algunos paneles.

### Cuarta generación (2001-2004) (Fase II)
La Cuarta generación del Sonata (EF) comparte estructura, mecánica y aspecto con el Kia Magentis (Kia Optima en otros mercados). Su plataforma se utilizó también para crear la primera generación del Hyundai Santa Fe, un automóvil todoterreno. El frontal del Sonata de la línea 2001 (EF2) emula a los Jaguar contemporáneos, con una parrilla rectangular redondeada y faros cuádruples circulares.
Inicialmente, el Sonata se ofrecía con un cuatro cilindros en línea de 2.4 litros y 140 CV (102 kW), y un V6 de 2.5 litros y 173 CV (127 kW). Luego de la reestilización de fines de 2001, el 2.4 litros fue modificado hasta alcanzar 151 CV (111 kW) de potencia máxima, y el 2.5 litros fue reemplazado por un V6 de 2.7 litros y 175 CV (128 kW).
A
con transmisiones secuencials h-matic de 4 velocidades con opciones a automática o manejo deportivo con cambios semiautomático
suspensión individual en las 4 ruedas
frenos de disco también en las 4 ruedas
velocidad máxima de 218 km/h. También, existe con motor de cuatro cilindros en línea 2.0 litros de 16 válvulas DOHC con 131 CV (96 kW) de potencia máxima a 6000 rpm con una velocidad máxima de 200 km/h.
Un interior con mucho confort, lujo y bastante espacio, asientos de cuero, vidrios y espejos eléctricos.

## Quinta generación (2004-2009)
La Quinta generación del Sonata (NF) fue puesta a la venta en 2004. La plataforma fue diseñada para esta generación de vehículos y es la misma de los Santa Fe y Magentis de segunda generación, del Kia Carens y del Hyundai Grandeur. Según las normas de la Agencia de Protección del Medio Ambiente de Estados Unidos, el Sonata pasó de clasificarse como "automóvil mediano" a "automóvil grande".
En Europa se comercializó una versión GL con motor 2.0 CRDI 4 cilindros DOHC 16 válvulas con 140 CV. La versión GLS tiene un motor de 4 cilindros en línea DOHC es un Hyundai Theta 2.4 litros, construido totalmente en aluminio con 165 hp a 5800 RPM (122 kW) , acoplado a una caja automática de convertidor de par con cuatro velocidades, cuenta con velocidad crucero. La versión más equipada cuenta con un motor Hyundai Lambda V6 de 3.3 litros con 237 hp, velocidad crucero, sun roof (quema cocos).
También existió una versión 2.0 DOHC exclusivamente para el mercado coreano.
El vehículo contaba con llantas de aluminio aro 16 fabricadas por JWL.

### Quinta generación (2008-2009) (Fase II)
A finales de 2007 fue presentado el nuevo Sonata 2008, que podría llamarse "Quinta generación", aunque básicamente el coche es el mismo en cuanto a tamaño. Sus mayores modificaciones han sido en el frontal, con nuevos faros y parrilla, como cambios más significativos. En el interior las mejoras han sido más sustanciosas, con un salpicadero totalmente rediseñado y el empleo de mejores materiales. La motorización es parecida a la de la generación anterior. 
Este nuevo Sonata se vende desde septiembre de 2008 y se presenta con un motor diésel 2.0 turbo intercooler y sistema de alimentación common rail. Se trata del mismo motor que el de su antecesor, pero repotenciado, llegando a los 190 CV. Presenta de serie cambio manual de 6 velocidades. El motor gasolina es un V6 de 3.3 litros y 250 CV con cambio automático. Se presenta en las versiones Classic, Comfort y Style (todas ellas con el motor de gasoil) y la versión Premium, de gasolina. La versión Style permite el cambio automático como opcional y el Premium únicamente se ofrece con este cambio, una versión GLP en Corea con motor v4 2.0 litros y 156 CV especialmente para uso de taxi con algunas mejoras eléctricas, continuó hasta 2014,.

## Sexta generación (2009-2015)
La Sexta generación del Hyundai Sonata fue presentada a finales de 2009. Tuvo un costo de desarrollo de $372 millones de dólares. En Australia, Nueva Zelanda, Singapur y los mercados de Colombia, el Hyundai Sonata se vende bajo el nombre de "Hyundai i45". En Europa occidental se vende como i40, y en Europa del Este, América del Norte y Corea del Sur se vende bajo el nombre de Hyundai Sonata con la diferencia que sucedió lo mismo con la versión anterior se fabrico hasta 2014 en el mercado coreano una versión taxi a GLP.
Esta sexta generación del Sonata, existe con motor de 2.4 litros con 175 HP (130 kW) de potencia máxima a 6000 rpm con un torque máximo (KGM) de 23.3 a 4.000 rpm, y otro motor (también 2.4 litros) con 190 HP (141 kW) de potencia máxima. Dispone además de un motor de 2.0 litros, con una potencia máxima de 163 HP (121 kW) a 6200 rpm con un torque máximo (KGM) de 20.2 a 4.600 rpm. Motor 2.0T doble entrada de 4 cilindros ofrece 274 caballos de fuerza y 269 libras-pie de torsión.
También posee un motor híbrido (Sonata Hybrid) para una mayor economía y eficiencia del combustible, en la cual utiliza un motor eléctrico y un motor a gasolina. El motor a gasolina es de 4 cilindros en línea de 2.4 litros Theta II de ciclo Atkinson de 16 válvulas DOHC, la cual genera una potencia de 159 HP. El motor eléctrico, lo cual es una batería de polímero de litio, genera una salida de energía de 47 kW. Ambos motores generan una potencia combinada de 199 HP (148 kW) de potencia con un torque máximo (KGM) de 20.9 a 4500 rpm. 
Este modelo híbrido del Sonata, se destaca por su generoso equipamiento de serie y la tecnología disponible en su interior. Su andar es muy confortable en la carretera. Cuando está solamente en conducción eléctrica, el Sonata Híbrido puede avanzar eléctricamente a una velocidad de hasta 74 millas por hora (120 km/h).

## Séptima generación (2015-presente)
Originalmente codificado internamente como LFA, el Sonata 2015 se dio a conocer en Corea a finales de marzo de 2015, y se dio a conocer en Estados Unidos en el 2015 New York International Auto Show. Mientras que el modelo anterior incorpora cambios estéticos significativos y se vende con éxito en los EE. UU., las ventas en Corea no cumplieron con las expectativas. Un enfoque más conservador fue tomada por lo tanto, para apaciguar el mercado coreano, lo que resulta en neumático de Escultura 2.0. Con led Luces y Faros, se estableció un aspecto más europeo. El coche hereda muchas características de estilo de Hyundai Hyundai HCD-14 Concept presentado en el 2013 New York International Auto Show. El coche también tiene estilo interior y exterior basada en el 2015 Hyundai Genesis.

### Sonata híbrido enchufable

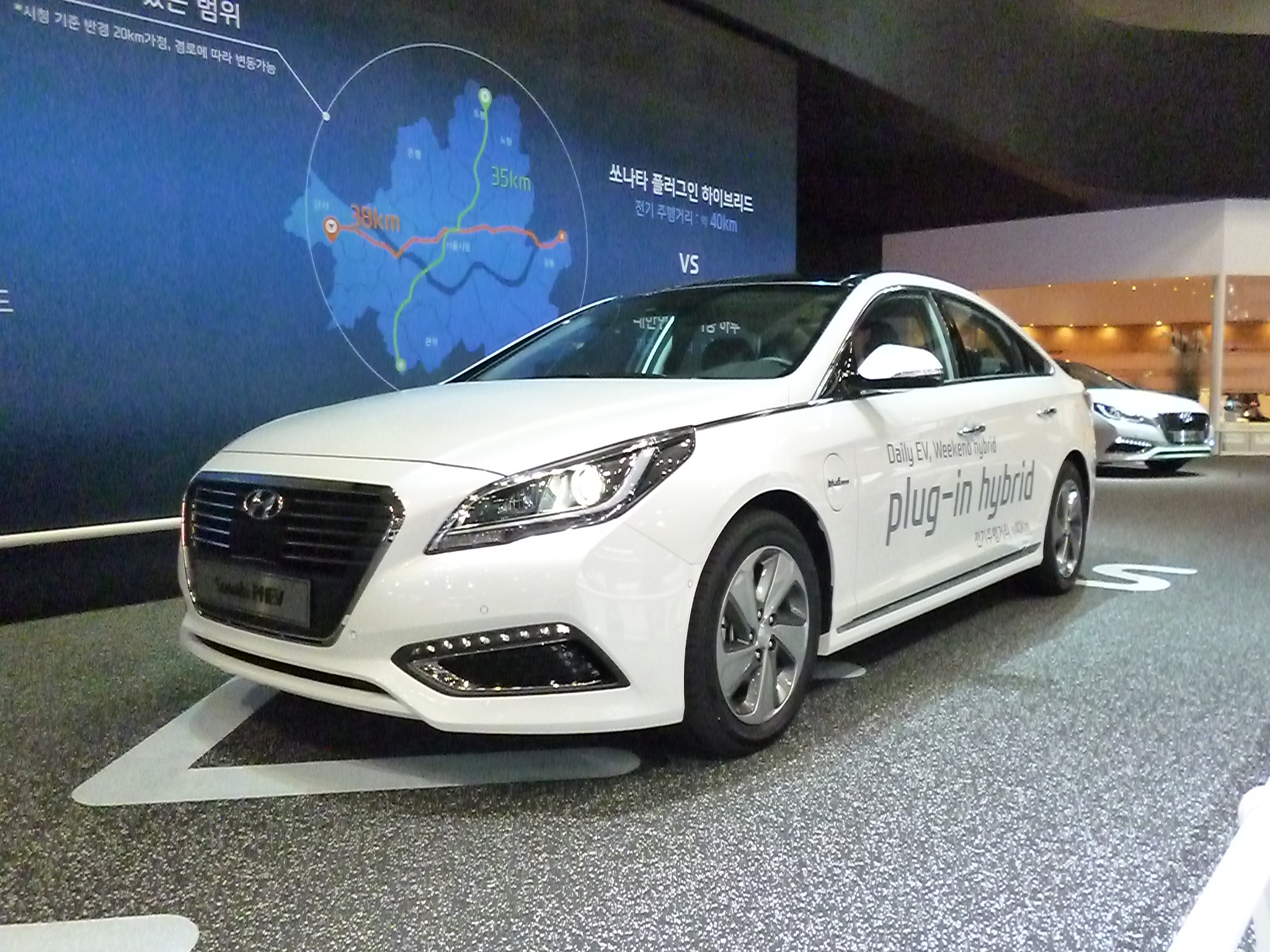
Hyundai Sonata PHEV

Como parte de la séptima generación Sonata, Hyundai planea lanzar un variante plug-in híbrida prevista para el lanzamiento al mercado en el segundo semestre de 2015. Los detalles técnicos del Sonata PHEV se han anunciado en el 2015 North American International Auto Show.
- Wikimedia Commons alberga una categoría multimedia sobre Hyundai Sonata.

- Datos: Q482458
- Multimedia: Hyundai Sonata / Q482458